# 1985-ös wimbledoni teniszbajnokság
Az 1985-ös wimbledoni teniszbajnokság az év harmadik Grand Slam-tornája, a wimbledoni teniszbajnokság 99. kiadása volt, amelyet június 24–július 7. között rendeztek meg. A férfiaknál a német Boris Becker, nőknél az amerikai Martina Navratilova nyert.

## Döntők

### Férfi egyes
Boris Becker -  Kevin Curren, 6-3, 6-7(4-7), 7-6(7-3), 6-4

### Női egyes
Martina Navratilova -  Chris Evert, 4-6, 6-3, 6-2

### Férfi páros
Heinz Günthardt /  Taróczy Balázs -  Pat Cash /  John Fitzgerald, 6-4, 6-3, 4-6, 6-3

### Női páros
Kathy Jordan /  Elizabeth Smylie -  Martina Navratilova /  Pam Shriver, 5-7, 6-3, 6-4

### Vegyes páros
Paul McNamee /  Martina Navratilova -  John Fitzgerald /  Elizabeth Smylie, 7-5, 4-6, 6-2

## Juniorok

### Fiú egyéni
Leonardo Lavalle –  Eduardo Vélez 6–4, 6–4

### Lány egyéni
Andrea Holíková –  Jenny Byrne 7–5, 6–1

### Fiú páros
Agustín Moreno /  Jaime Yzaga –  Petr Korda /  Cyril Suk 7–6(3), 6–4

### Lány páros
Louise Field /  Janine Thompson –  Elna Reinach /  Julie Richardson 6–1, 6–2